# Ayanda Nkili
Ayanda Nkili, född 11 september 1990, är en sydafrikansk fotbollsspelare som spelar för Polokwane City. Han har tidigare spelat för Örebro SK.
Nkili började spela fotboll på fotbollakademin Stars of Africa i Johannesburg. 2010 gick han till IFK Hässleholm, där han spelade i tre säsonger. I februari 2013 gick Nkili till Superettan-klubben Örebro SK. Efter säsongen 2015 fick Nkili lämna ÖSK.